# 테르모필룸 리브룸
테르모필룸 리브룸은 테르모필룸속에 속하는 한 종이다.